# تریزومی
تریزومی (Trisomy) حضور یک کروموزوم اضافی در سلول است؛ در نتیجه به‌جای دو نسخه از یک کروموزم سه نسخه از آن وجود دارد. تریزومی معمولاً در اثر اشتباه در مرحله جداشدن کروموزوم‌های هومولوگ در میوز اتفاق می‌افتد. سندروم داون یکی از شایعترین حالات تریزومی در انسان است که در آن یک نسخه اضافی از کروموزوم شماره ۲۱ در سلول وجود دارد. سندرم ادوارد و سندرم پاتو از دیگر تریزومی‌های کروموزومهای اتوزوم هستند. از تریزومی‌های کروموزومهای جنسی سندرم کلاین فلتر قابل ذکر است.